# Saint-Martial, Gironde
Saint-Martial är en kommun i departementet Gironde i regionen Nouvelle-Aquitaine i sydvästra Frankrike. Kommunen ligger i kantonen Saint-Macaire som tillhör arrondissementet Langon. År 2022 hade Saint-Martial 238 invånare.

## Befolkningsutveckling
Antalet invånare i kommunen Saint-Martial
Referens:INSEE